# Влакерноба

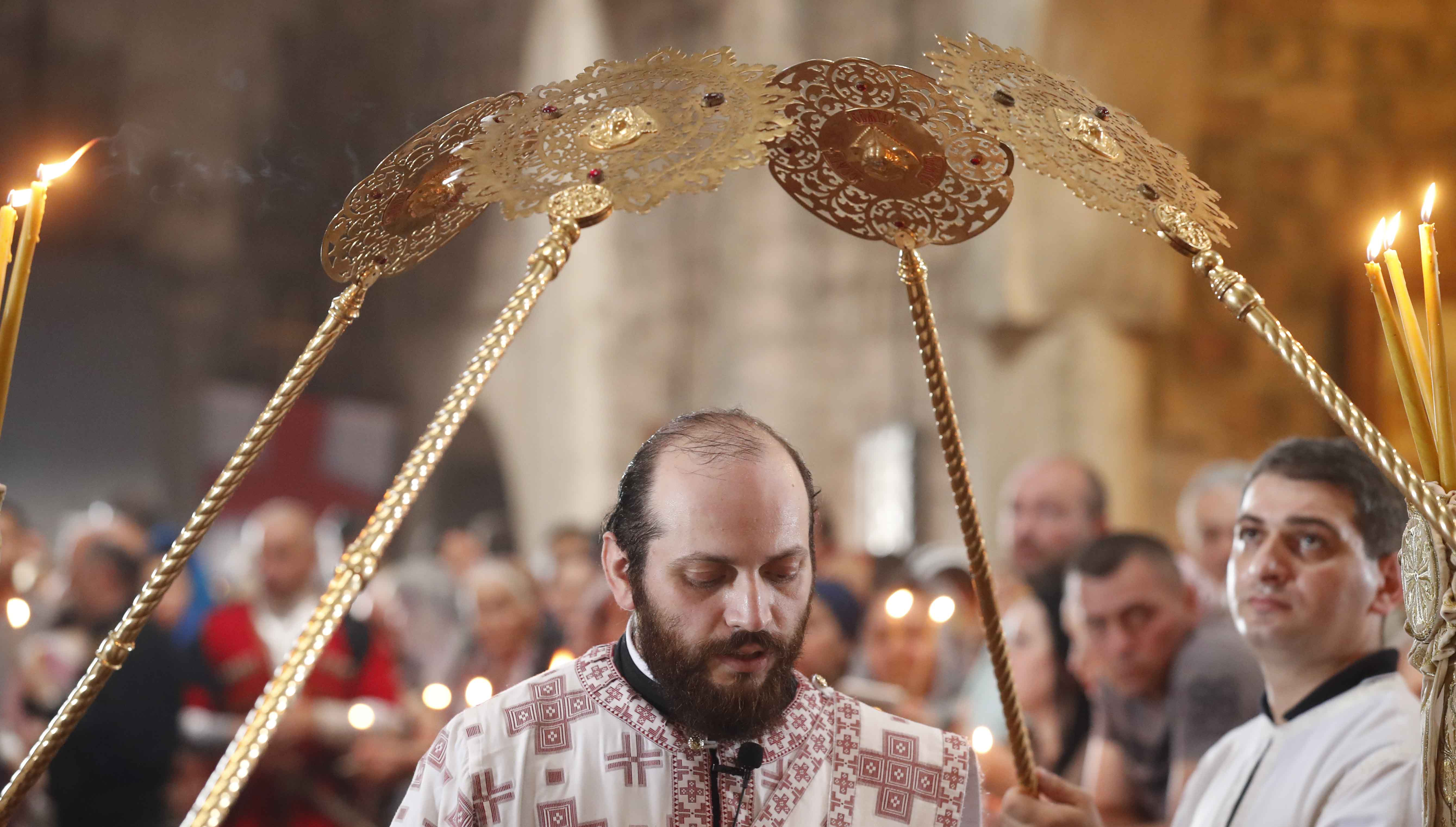
Влахерноба в храме Иверской Богоматери в Зугдиди, 2020 год

Влахерноба (груз. ვლაქერნობა) — грузинский церковный праздник в честь ризы Богородицы во Влахерне, отмечается ежегодно 15 июля, центральные мероприятия проходят в Зугдиди в церкви Влахернской иконы Божией Матери. В 2012 году торжество состоялось в новом храме Иверской Богоматери.
До сих пор доподлинно неизвестно, как риза попала в Грузию. По одной из версий, она была доставлена сюда в связи с иконоборчеством в Византии в середине VIII века. По другой — ризу привезли из Иерусалима в начале XII века. Летопись Картлис Цховреба утверждает, что Риза Пресвятой Богородицы испокон веков хранилась в Хобском монастыре. По преданиям, с ней связано множество чудес и исцелений.
В день праздника из расположенного в Зугдиди дворца князей Дадиани выносится плащаница Богородицы, к которой в этот момент могут прикоснуться верующие. Помимо Ризы Богородицы, в храме выставляют мощи святого Георгия, мощи Иоанна Крестителя и кисть святой великомученицы Марины. Затем риза торжественно переносится в расположенную на территории музея бывшую церковь Дадиани — церковь Пресвятой Богородицы, где проводится торжественная служба.